# Студентський шлях (журнал)
«Студентський шлях» — щомісячний журнал Союзу українських студентських організацій під Польщею та з 1933 року — Центрального союзу українського студентства, який виходив у Львові у 1931—1934 роках. 
Видання поширювала ідеологію ОУН між студентами-українцями, популяризувало українських героїв-націоналістів та друкувало твори членів літературної групи «Листопад». Журнал заборонено польською владою у 1934 році. Редагували: Микола Дужий, Володимир Янів (1932—1934) та Омелян Матла (1934). Наступником «Студентського шляху» був напівлегальний «Студентський Вісник» (8 номерів, 1935—1939), редагований В. Рудьком та М. Прокопом.
Друк «Студентського шляху» відновлено в повоєнному Берліні (Німеччина). У 1946 році друком вийшло щонайменше 11 номерів.

## Джерело
- Students'kyi shliakh (Student Path) // Encyclopedia of Ukraine. — vol. 5: Sr-Z / Edit. Danylo Husar Struk; Canadian Institute of Ukrainian Studies, Shevchenko Scientific Society (Sarcelles, France) and Canadian Foundation for Ukrainian Studies. — Toronto-Buffalo-London: University of Toronto Press Inc., 1993. — P. 82-83. (англ.)